# Патрік де Гайардон
Патрік де Гайардон (23 січня 1960 — 13 квітня 1998) — французький парашутист, винахідник сучасного вінгсьюту.

## Біографія
Народився 23 січня 1960 року в місті Уллен (Франція). Вперше з парашутом Патрік стрибнув в армії у 20 років. Він серйозно захопився цим видом спорту. В 1985 та 1987 роках виграв чемпіонат Франції по фрістайлу, а 1986 року зайняв друге місце у чемпіонаті світу.
Бере участь у створенні нового виду спорту — віндсерфінг. Одним із перших стрибає з лижею, придумав безпечну систему лижних кріплень, вперше зробив тандем-стрибок на лижі і багато зробив для популяризації цього виду спорту.
1992 року ввійшов до команди «Sector No Limits» і здійснив рекордний стрибок з висоти 11700 м без кисню. Через 3 роки встановлює новий рекорд, стрибнувши з висоти 12700 м. В 1994 році стрибнув на Північний полюс з лижею. В 1996 випробовує костюм-крило власної розробки. Цей костюм мав конструкцію аналогічну сучасним вінгсьютам. Ранні прототипи відносяться до 1994 року, створенню передувало вивчення техніки польоту білок-летяг. Уже перші зразки дозволили пролітати по горизонталі таку ж відстань як і по вертикалі. Патрік вдосконалював техніку польотів. Він покидав літак, і через хвилину, на декілька кілометрів нижче, наздоганяв його.
13 квітня 1998 року Патрік де Гайардон загинув в результаті нещасного випадку на Гаваях. Щоб покращити розкриття парашуту у вінгсьюті він змінив контейнер парашутної системи, що призвело до відмови основного парашуту. На той момент у нього було 12000 стрибків з парашутом.